# États dirigés par les anciens lamanes sérères
Pour des articles plus généraux, voir Lamane, Histoire ancienne des Sérères et Religion sérère.
Il s'agit d'une liste des États dirigés par les anciens lamanes sérères. Les lamanes sérères ont en effet une grande importance historique, économique et religieuse dans les pays sérères.
Liée aux pangool (saints et esprits des ancêtres dans la religion sérère), leur existence peut être située aux environs du néolithique, il y a 10 000 ans, lorsque les proto-Sérères de la région de Sénégambie, de la Mauritanie et du Sahara occidental, etc., représentaient les pangool sur les peintures rupestres du Tassili n'Ajjer. Cette époque marque le développement de la religion et de la culture sérères,.
Les royaumes précoloniaux qui suivent et les nouveaux États post-indépendance émergent bien plus tard, mais sont déjà depuis longtemps dominés par la classe lamanique sérère :
- Royaume du Sine[5],[6]
- Royaume du Saloum[5],[6]
- Royaume du Baol[5],[6]
- Djolof[7],[5]
- Waalo[8],[5]
- Tekrour[9]
- Aujourd'hui au Sénégal[5],[6]
- Aujourd'hui en Gambie[5],[6]
- Aujourd'hui en Mauritanie[5],[6]